# Rządowe Centrum Bezpieczeństwa

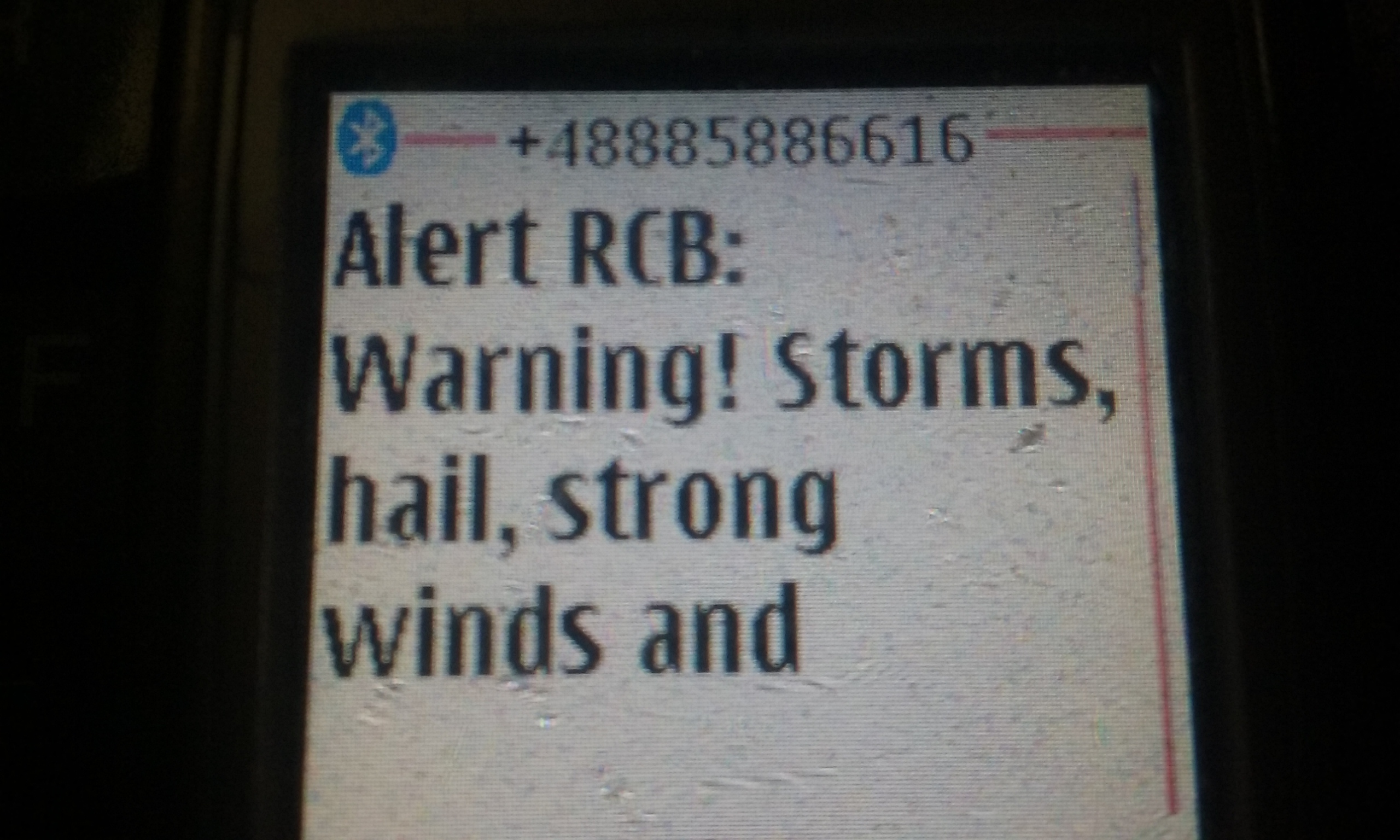
Alert Rządowego Centrum Bezpieczeństwa, na telefonach z kartą SIM spoza Polski znajdujących się w zasięgu polskich telefonii komórkowych

Rządowe Centrum Bezpieczeństwa – państwowa jednostka budżetowa podległa Prezesowi Rady Ministrów, zapewniająca obsługę Rady Ministrów, Prezesa Rady Ministrów, Rządowego Zespołu Zarządzania Kryzysowego i ministra właściwego do spraw wewnętrznych w sprawach zarządzania kryzysowego oraz pełniąca funkcję krajowego centrum zarządzania kryzysowego. Na czele Rządowego Centrum Bezpieczeństwa stoi dyrektor powoływany przez Prezesa Rady Ministrów. 
Rządowe Centrum Bezpieczeństwa koordynuje proces zapobiegania kryzysom, a w razie ich wystąpienia koordynuje proces minimalizacji ich skutków. Dokonuje oceny ryzyka zagrożeń dla bezpieczeństwa państwa - ujednolica postrzeganie zagrożeń przez poszczególne resorty, a tym samym podwyższa stopień zdolności radzenia sobie z trudnymi sytuacjami przez właściwe służby i organy administracji publicznej. Działa na poziomie ponadresortowym.
Pracują tu eksperci cywilni, funkcjonariusze służb i żołnierze WP.

## Zadania
Rządowe Centrum Bezpieczeństwa zapewnia obieg informacji w całej administracji publicznej (ministerstwach, urzędach i służbach), zapewniając świadomość w obszarze zarządzania kryzysowego i walki z zagrożeniami.
Do podstawowych zadań RCB należy:
- Obsługa Rządowego Zespołu Zarządzania Kryzysowego (RZZK) – międzyresortowego zespołu opiniotwórczo–doradczego, właściwego w sprawach inicjowania i koordynowania działań w zakresie zarządzania kryzysowego. Prezes Rady Ministrów jest przewodniczącym RZZK, funkcje sekretarza pełni dyrektor RCB.
- Monitorowanie i przeprowadzanie analizy zagrożeń w oparciu o dane uzyskiwane ze wszystkich ośrodków kryzysowych funkcjonujących w ramach administracji publicznej.
- Pełnienie całodobowego dyżuru zapewniającego obieg informacji w ramach Krajowego Centrum Zarządzania Kryzysowego. W przypadku zagrożenia KCZK uruchamia procedury zarządzania kryzysowego oraz odbiera i dystrybuuje sygnały przekazywane przez NATO, UE i ONZ.
- Ostrzeganie przed zagrożeniami – ALERT RCB oraz publikacja informacji w mediach społecznościowych (Twitter, Facebook, Instagram), na ekranach wielkoformatowych, w środkach masowego przekazu.
- Nadzór nad ochroną krajowej i europejskiej infrastruktury krytycznej.
- Tworzenie planów, raportów, analiz i rekomendacji dotyczących zagrożeń dla bezpieczeństwa państwa i prognoz sytuacji kryzysowych.
- Tworzenie Krajowego Planu Zarządzania Kryzysowego wyznaczającego kierunki planowania cywilnego na szczeblu centralnym i wojewódzkim.
- Tworzenie Raportu o zagrożeniach bezpieczeństwa narodowego – krajowej oceny ryzyka i strategii ograniczenia ryzyka katastrof.
- Stały dyżur na potrzeby podwyższania gotowości obronnej państwa.

Dodatkowe zadania:
- Przeciwdziałanie incydentom w obszarze cyberbezpieczeństwa w ramach Zespołu ds. Incydentów Krytycznych (ZIK).
- Prowadzenie i uczestnictwo w ćwiczeniach i szkoleniach z zakresu zarządzania kryzysowego oraz komunikacji w kryzysie (m.in. Crisis Management Exercise, Integrated Resolve, LIBERO).
- Zapewnia obieg jawnych i niejawnych informacji między krajowymi podmiotami zarządzania kryzysowego oraz ze strukturami NATO i UE. Administruje Systemem Niejawnej Poczty Internetowej OPAL, który obejmuje ponad dwieście podmiotów wykonujących zadania w zakresie zarządzania kryzysowego i obronności.
- Monitorowanie i analiza zagrożeń hybrydowych
- Tworzenie Raportu o Zagrożeniach Bezpieczeństwa Narodowego – krajowej oceny ryzyka i strategii jego ograniczania.
- Pełnienie funkcji krajowego punktu kontaktowego dla ONZ ds. wdrażania Ramowego Programu Działań z Sendai na lata 2015-2030 w sprawie ograniczenia ryzyka katastrof.
- Inne zadania zlecone przez Prezesa Rady Ministrów – m.in. organizacja relokacji obywateli Afganistanu współpracujących z NATO i ONZ, szczepienia pracowników Kwatery Głównej NATO i obserwatorów OBWE oraz wsparcie słowackiej i rumuńskiej służby zdrowia w walce z COVID-19.

## Infrastruktura Krytyczna
Rządowe Centrum Bezpieczeństwa przygotowuje Narodowy Program Ochrony Infrastruktury Krytycznej (NPOIK) oraz współpracuje z operatorami infrastruktury krytycznej i administracją.
Na podstawie szczegółowych kryteriów (które są niejawnym załącznikiem do NPOIK) dyrektor RCB we współpracy z odpowiednimi ministrami odpowiedzialnymi za systemy IK, sporządza jednolity wykaz obiektów, instalacji, urządzeń i usług wchodzących w skład infrastruktury krytycznej z podziałem na systemy.
W wykazie wyróżnia się także europejską infrastrukturę krytyczną zlokalizowaną na terytorium Rzeczypospolitej Polskiej oraz europejską infrastrukturę krytyczną zlokalizowaną na terytorium innych państw członkowskich Unii Europejskiej, mogącą mieć istotny wpływ na Rzeczpospolitą Polską. Wykaz ma charakter niejawny. Operatorzy obiektów ujętych w wykazie mają obowiązek sporządzenia Planu Ochrony IK. Plan ten jest zatwierdzany przez Dyrektora RCB.
W odniesieniu do europejskiej IK RCB pełni funkcję krajowego punktu kontaktowego (Critical Infrastructure Protection Point of Contact – CIP PoC) zapewniającego wymianę informacji z odpowiednikami w innych krajach członkowskich oraz z Komisją Europejską. W ramach budowania świadomości o zagrożeniach i możliwościach ochrony przed ich skutkami RCB organizuje Krajowe Forum Ochrony IK (dodatkowo ministrowie odpowiedzialni za poszczególne systemy IK organizują fora systemowe, zaś wojewodowie fora wojewódzkie). Ponadto RCB opracowuje analizy dotyczące bezpieczeństwa IK i wydaje poradniki i wytyczne dla operatorów IK.
Przedstawiciele RCB biorą udział w pracach komórek i zespołów tworzonych w ramach NATO zajmujących się infrastrukturą krytyczną. 
Realizuje zadania planistyczne i programowe z zakresu ochrony infrastruktury krytycznej – wspiera operatorów IK w zapewnieniu ciągłości usług kluczowych dla bezpieczeństwa kraju.

## Dezinformacja
W ramach Zespołu Bezpieczeństwa Przestrzeni Informacyjnej Rządowe Centrum Bezpieczeństwa informuje instytucje krajowe i międzynarodowe o prowadzonych operacjach dezinformacyjnych w cyberprzestrzeni.
Dodatkowo prowadzi społeczne kampanie informacyjne o kierunkach dezinformacji w internecie.

## Współpraca międzynarodowa
Rządowe Centrum Bezpieczeństwa realizuje szereg zadań z zakresu bezpieczeństwa międzynarodowego, współpracując m.in. w ramach: 
- Sojuszu Północnoatlantyckiego;
- Organizacji Narodów Zjednoczonych;
- Unii Europejskiej;
- Europejskiej Agencji Kosmicznej;
- Organizacji Współpracy Gospodarczej i Rozwoju;
- Organizacji Bezpieczeństwa i Współpracy w Europie;
- Grupy Wyszehradzkiej V4;
- Trójkąta Lubelskiego;
- Rady Państw Morza Bałtyckiego;
- Sieci Dyrektorów Generalnych Centrów Zarządzania Kryzysowego;
- współpracy dwustronnej z:
  - Norweskim Dyrektoriatem ds. Ochrony Ludności;
  - Rządem Wielkiej Brytanii;
  - Radą Bezpieczeństwa Narodowego i Obrony Ukrainy.

Instytucja jest krajowym punktem kontaktowym dla m.in.:
- systemu reagowania kryzysowego NATO (NCRS);
  - Komitetu Odporności NATO (Resilience Committee) oraz jego grup planistycznych, jest organem wiodącym w Civil Protection Group NATO;
  - Euroatlantyckiego Ośrodka Koordynacji Reagowania w Przypadku Katastrof (EADRCC);
- zintegrowanego reagowania na szczeblu politycznym w sytuacjach kryzysowych (IPCR) UE;
  - Dyrekcji Generalnej Komisji Europejskiej ds. Pomocy Humanitarnej i Ochrony Ludności (DG ECHO);
  - Centrum Koordynacji Reagowania Kryzysowego (ERCC);
  - Systemu Komunikacji i Informacji Kryzysowej (CECIS);
  - Grupy ds. Odporności Podmiotów Krytycznych (CERG);
  - europejskiego programu ochrony infrastruktury krytycznej (EPCIP);
  - sieci ostrzegania o zagrożeniach dla infrastruktury krytycznej (CIWIN);
  - Europejskiej Sieci Referencyjnej ds. Ochrony Infrastruktury Krytycznej (ERNCIP);
- Programów Copernicus Security oraz Copernicus Emergency UE i ESA;
- Ramowego Programu Działań z Sendai w sprawie ograniczenia ryzyka katastrof na lata 2015-2030 ONZ;
- Forum Wysokiego Szczebla ds. Ryzyk (High Level Risk Forum) OECD;
- ukraińskiego systemu reagowania na incydenty w infosferze.

## Zapewnienie świadomości sytuacyjnej poprzez narzędzia i systemy geoinformacyjne
Rządowe Centrum Bezpieczeństwa, wspólnie z Kancelarią Prezesa Rady Ministrów, stworzyło geoinformacyjny system GISBN „Bezpieczeństwo Narodowe”. Jego celem jest budowanie świadomości sytuacyjnej przez monitorowanie i analizę wybranych zagrożeń istotnych dla bezpieczeństwa narodowego, w tym związanych z wojną w Ukrainie, a także zbieranie danych o katastrofach, zarówno naturalnych, jak i spowodowanych działalnością człowieka.
System GISBN „Bezpieczeństwo Narodowe” powstał na bazie utworzonego w marcu 2020 r. systemu GISCOVID-19, mającego na celu wsparcia działań administracji w walce z epidemią SARS-CoV-2, w tym Narodowego Programu Szczepień w związku z pandemią COVID-19 w zakresie monitorowania procesu szczepień. Jednym z produktów była aplikacja prognostyczna przedstawiająca symulację rozwoju epidemii w Polsce na podstawie modelu opracowanego przez Interdyscyplinarne Centrum Modelowania Matematycznego i Komputerowego Uniwersytetu Warszawskiego (ICM UW).
System przeznaczony jest także do informowania społeczeństwa o sytuacji epidemicznej („Raport zakażeń koronawirusem (SARS-CoV-2)” oraz procesie szczepień („Raport szczepień przeciwko COVID-19”) poprzez publikowanie aktualnych map i danych na portalu gov.pl.
Ponadto w ramach systemu stworzono aplikację umożliwiającą monitorowanie stanu łóżek w szpitalach dla pacjentów z COVID-19 poprzez wprowadzania przez pielęgniarki danych o pacjentach przyjętych do szpitala, bezpośrednio przy ich łóżkach, w zakresie istotnych parametrów życiowych, określanych w skali MEWS. Dane prezentowane są w zagregowanych informacjach w postaci raportów (paneli operacyjno-informacyjnych) celem udostępniania innym podmiotom, np. wojewódzkiemu koordynatorowi ratownictwa medycznego.
Rządowe Centrum Bezpieczeństwa, za stworzenie GISCOVID-19 na potrzeby systemu zarządzania kryzysowego w Polsce, otrzymało w 2022 r. międzynarodową nagrodę SAG (Special Achievement in GIS) za kreatywność, innowacyjność oraz wybitne osiągnięcia w obszarze wykorzystania geoinformacji przestrzennej.

## Edukacja dla bezpieczeństwa
Rządowe Centrum Bezpieczeństwa prowadzi szereg kampanii edukacyjnych uczulających na współczesne zagrożenia oraz wskazujących schemat wzorowych zachowań. Do najważniejszych należą:
- Poradniki bezpiecznych zachowań – m.in. poradniki „Burza”, „Zima”, „Wichura”, „Czad”, „Nad wodą”, „Powódź”;
- Poradnik „Bądź  gotowy” dot. zagrożeń związanych z wybuchem kryzysu i wojny;
- Akademia Bezpieczeństwa RCB – seria filmów poruszających temat m.in. dezinformacji i przygotowania do wystąpienia kryzysu;
- Infografiki – proste grafiki promowane główne w mediach społecznościowych dot. m.in. powodzi, smogu, upału, wichur, terroryzmu, smogu, burzy i bezpieczeństwa nad wodą;
- „Reaguj, Czas Biegnie” – kampania współtworzona z PKP Intercity;
- Prowadzenie społecznych kampanii informacyjnych dot. zagrożeń w cyberprzestrzeni.

## Komunikacja strategiczna
Rządowe Centrum Bezpieczeństwa uruchamia procedury zarządzania kryzysowego na poziomie krajowym i nadzoruje spójność procedur reagowania kryzysowego.
W związku z potrzebą ujednolicenia i usystematyzowania komunikacji w kryzysie pełni rolę ponadresortowej jednostki, która zbierając dane ze wszystkich ministerstw i służb systematyzuje informacje i jako jedyna ma pełen ogląd sytuacji.
Instytucja tworzy i cyklicznie aktualizuje Księgę Komunikacji Kryzysowej – przewodnik do zarządzania informacją w kryzysie, który wykorzystywany jest przez rzeczników, dziennikarzy i media. Organizuje i prowadzi szkolenia i ćwiczenia z zakresu zarządzania kryzysowego i komunikacji kryzysowej.

## Historia
Centrum zostało utworzone na mocy ustawy z dnia 26 kwietnia 2007 o zarządzaniu kryzysowym, lecz działalność podjęło w drugiej połowie 2008. Organizację i tryb działania Rządowego Centrum Bezpieczeństwa określa Prezes Rady Ministrów w drodze rozporządzenia. Na czele Rządowego Centrum Bezpieczeństwa stoi dyrektor powoływany przez Prezesa Rady Ministrów. Na wniosek dyrektora, Prezes Rady Ministrów powołuje i odwołuje zastępców dyrektora.

## Kierownictwo[4]
- Zbigniew Muszyński – dyrektor od 21 lutego 2024[5]
- Mariusz Marchlewicz – zastępca dyrektora od 29 czerwca 2023
- Tomasz Kołodziejczyk – zastępca dyrektora od lipca 2024

## Byli dyrektorzy
- Antoni Podolski (do 1 września 2009[6]; jednocześnie podsekretarz stanu w MSWiA)
- Przemysław Guła (22 września 2009[7] – 29 grudnia 2009[8], p.o.)
- Marcin Samsonowicz-Górski (29 grudnia 2009[8] – 21 grudnia 2010[9])
- Marek Komorowski (2012 – 2014[10]; p.o. od 22 grudnia 2010[9])
- nadbryg. Janusz Skulich (29 kwietnia 2014 – listopad 2015[11])
- Krzysztof Malesa (1 listopada 2015 – 16 grudnia 2015[12]; p.o. 14–28 kwietnia 2014)
- nadbryg. Marek Kubiak (17 grudnia 2015 – 20 listopada 2020)
- płk Konrad Korpowski (20 listopada 2020 – 20 czerwca 2023)
- nadbryg. Marek Kubiak (20 czerwca 2023 – 21 lutego 2024)